# ای۴ان
ای۴ان (به انگلیسی: Nakajima_A4N) یک هواگرد از نوع هواپیمای جنگنده ساخت شرکت شرکت هواپیمای ناکاجیما است. هواگرد ای۴ان نخستین پروازش را در پاییز ۱۹۳۴ میلادی انجام داد. این هواگرد در سال ژانویه ۱۹۳۶ میلادی رسماً معرفی گردید و در سال‌های ۱۹۳۵–۱۹۴۰ تولید شده‌است. در مجموع، تعداد ۲۲۱ فروند از این هواگرد ساخته شده‌است.